# Barrière de Clichy

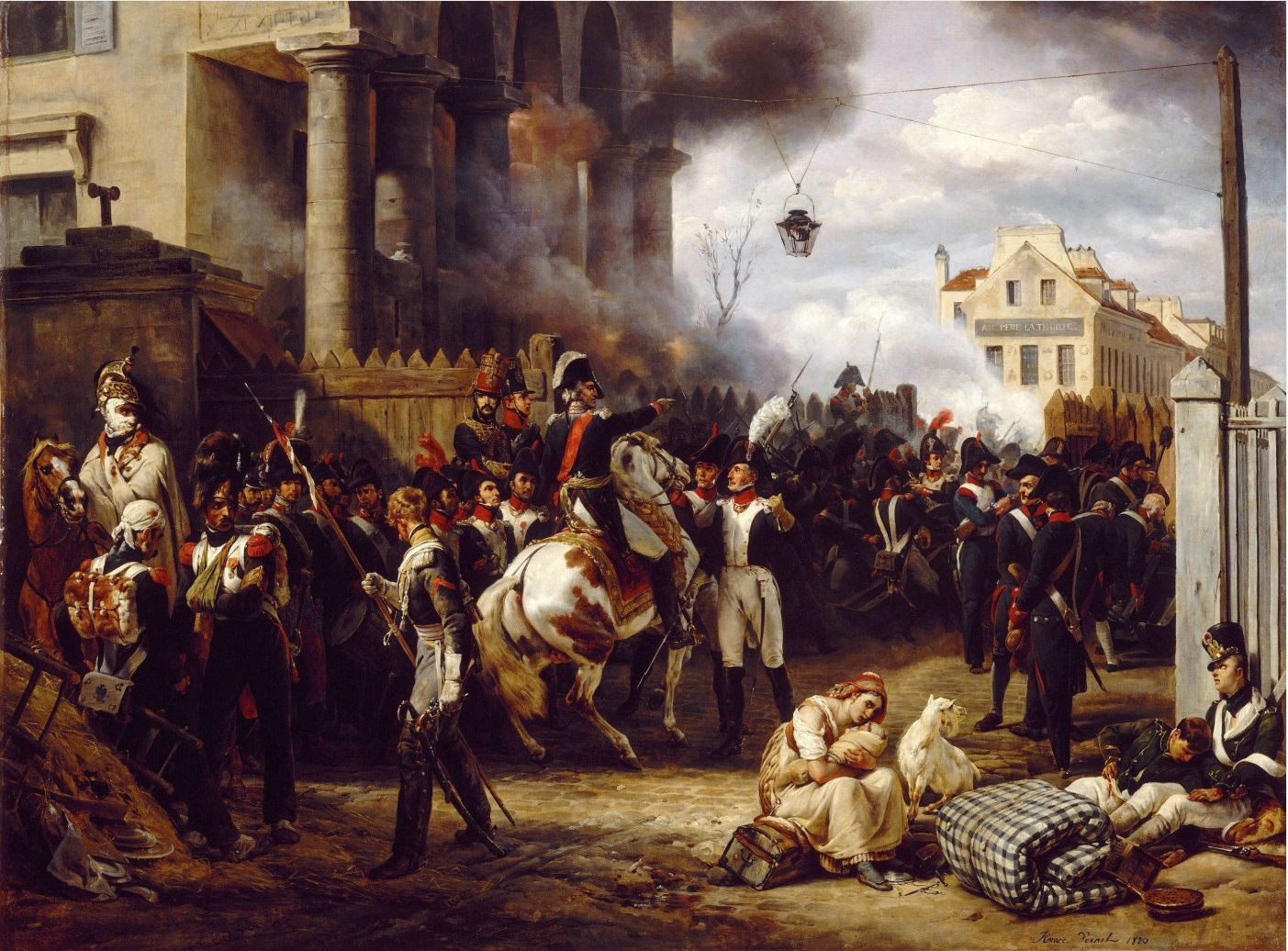
Horace Vernet: La Barrière de Clichy

Barrière de Clichy (česky Brána Clichy) byla městská brána opevnění v Paříži. Nacházela se na místě dnešního náměstí Place de Clichy na hranicích 8., 9., 17. a 18. obvodu.

## Historie
Brána se za Velké francouzské revoluce nazývala též barrière de Fructidor (1793). Jednalo se o bránu postavenou v 18. století v hradbách Fermiers généraux, které sloužily ke kontrole zdaněného zboží dováženého do Paříže.
Dne 30. března 1814 se u brány odehrála bitva, při které obránci bránili poslední pařížskou pevnost proti ruským vojákům během bitvy o Paříž. Tuto událost zachytil v roce 1820 malíř Horace Vernet na svém obrazu La Barrière de Clichy, který je dnes součástí sbírek muzea Louvre.
Stavba byla zbořena v roce 1860 a na jejím místě vzniklo náměstí Place de Clichy